# Distretto di Alaj
Il distretto di Alaj (in kirghiso Алай району?) è un distretto (raion) del Kirghizistan con capoluogo Gülçö.